# Herpsilochmus parkeri
Herpsilochmus parkeri là một loài chim trong họ Thamnophilidae.